# Guriahati
Guriahati là một thị trấn thống kê (census town) của quận Koch Bihar thuộc bang Tây Bengal, Ấn Độ.

## Nhân khẩu
Theo điều tra dân số năm 2001 của Ấn Độ, Guriahati có dân số 18.896 người. Phái nam chiếm 51% tổng số dân và phái nữ chiếm 49%. Guriahati có tỷ lệ 73% biết đọc biết viết, cao hơn tỷ lệ trung bình toàn quốc là 59,5%: tỷ lệ cho phái nam là 78%, và tỷ lệ cho phái nữ là 67%. Tại Guriahati, 11% dân số nhỏ hơn 6 tuổi.